# Anemone crassifolia
Anemone crassifolia är en ranunkelväxtart som beskrevs av William Jackson Hooker. Anemone crassifolia ingår i släktet sippor, och familjen ranunkelväxter. Inga underarter finns listade i Catalogue of Life.